# Френк Сінклер
Френк Сінклер (англ. Frank Sinclair, нар. 3 грудня 1971, Ламбет, Лондон) — ямайський футболіст, що грав на позиції захисника. По завершенні ігрової кар'єри — тренер.
Виступав, зокрема, за «Челсі» та «Лестер Сіті», а також національну збірну Ямайки.

## Клубна кар'єра
Сінклер народився в Ламбеті, районі Лондона, в родині вихідців з Ямайки. Почав займатись футболом у «Челсі». З 1988 по 1990 рік грав за молодіжну команду «Челсі», а 1990 року був вперше викликаний в основну команду, в якій основним гравцем не став, взявши участь у 12 матчах чемпіонату. Через це з грудня 1991 по березень 1992 року років на правах оренди захищав кольори клубу «Вест-Бромвіч Альбіон» з Третього дивізіону.
Після повернення з оренди в 1992 році він зумів закріпитися в основному складі клубу. У «Челсі» Сінклер грав протягом семи сезонів, провівши понад двісті матчів. Виграв у складі клубу Кубок Англії в 1997 році і Кубок Футбольної ліги в 1998 році. У фінальному матчі Кубка ліги проти «Мідлсбро», що закінчився з рахунком 2:0 на користь «Челсі», Сінклер забив один з голів.
Після того як головним тренером «Челсі» став Джанлука Віаллі, при якому в команду прийшли чимало сильних легіонерів, Френк втратив місце в основному складі і вирішив змінити клуб, перейшовши 14 серпня 1998 року в «Лестер Сіті» за 2 млн фунтів. В «Лестері» він грав до 2004 року, вигравши в його складі Кубок Футбольної ліги в сезоні 1999/00. Всього за «Лестер» він провів 164 матчі і забив 3 м'ячі в свої і 3 — в чужі. В ході кар'єри в «Лестері» Френк був залучений в ряд скандалів. У вересні 2001 року «Лестер» оштрафував його на двотижневу зарплату за участь у інциденті в аеропорту «Хітроу», коли він разом із приятелями з «Челсі» розпивав алкоголь протягом п'яти годин, а потім роздягся й облаяв американських туристів, а потім його вирвало на них. У 2004 році він був заарештований разом з двома одноклубниками, Полом Діковим і Кітом Гіллеспі, за звинуваченням у сексуальному домаганні. Пізніше звинувачення були зняті, і гравців випустили на свободу, втім згодом звинувачення з гравця були зняті. По закінченні сезону 2003/04, за результатами якого клуб вилетів з Прем'єр-ліги, Сінклер був відпущений з команди.
У червні 2004 року на правах вільного агента перейшов в «Бернлі», за який грав протягом трьох сезонів, провівши 92 зустрічі у Чемпіоншипі і одного разу зумів відзначитися. Після відходу з «Бернлі» у 2007 році Сінклер змінив ще ряд англійських команд нижчих ліг: «Гаддерсфілд Таун», «Лінкольн Сіті» і «Вікем Вондерерз». З 2009 року по 2011 рік виступав у Конференції (п'ятому за силою англійському дивізіоні) за «Рексем».

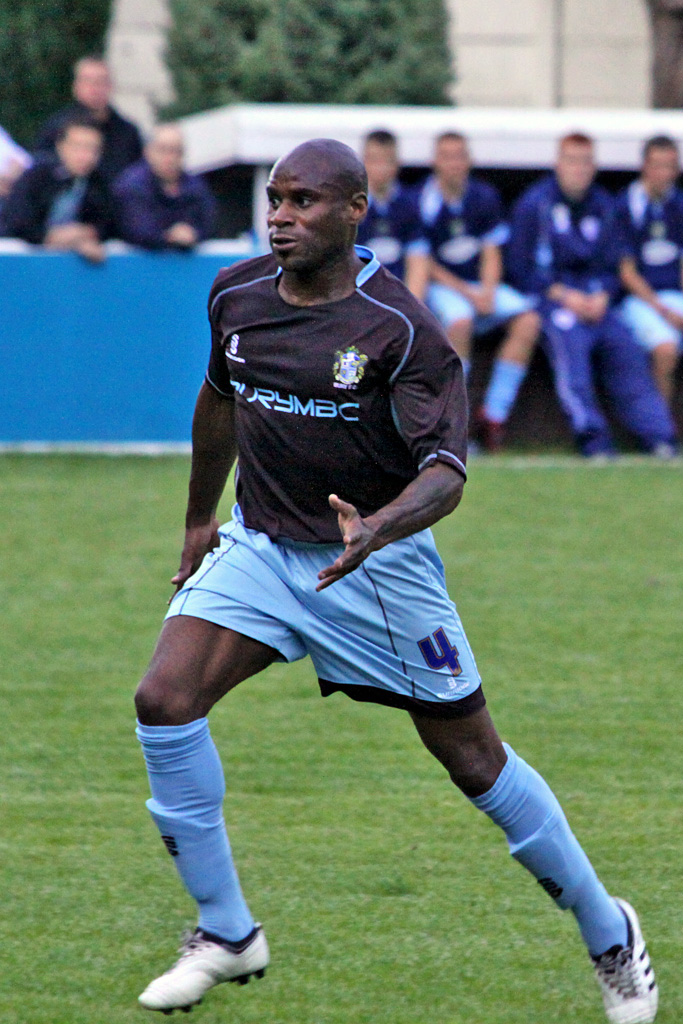
Френк Сінклер у 2009 році

В 2011 році виступав за «Гендон» в Прем'єр Дивізіоні Істмійської Ліги, сьомому за значимістю футбольному турнірі Англії. 6 січня 2012 року перейшов в клуб «Колвін Бей». 11 лютого 2013 року був призначений граючим тренером «Колвін Бей» і зумів уникнути вильоту з Північної Конференції. Сезон 2013/14, в якому клуб фінішував на 12 місці в Північній Конференції, Сінклер також провів, поєднуючи обов'язки гравця і головного тренера. Наступний сезон виявився менш вдалим і 4 січня 2015 року Сінклер був звільнений з поста головного тренера клубу; «Ковуін Бей» на той момент знаходився в п'яти позиціях від зони вильоту, займаючи 15 місце. Однак, звільнення Сінклера не пішло на користь валлійському клубу: він за підсумками сезону зайняв 20 місце і покинув Північну конференцію.
Сам же Сінклер взимку 2015 року підписав контракт гравця з клубом «Бреклі Таун», де того ж року і завершив ігрову кар'єру.

## Виступи за збірну
Сінклер мав право представляти збірну Англії через місце народження, а також Ямайку через своїх батьків, які народилися в цій країні. Після вражаючої форми у «Челсі» в сезоні 1994/95 років, він був викликаний Террі Венейблзом до збірної Англії на фінальний матч Кубка Умбро проти Бразилії в червні 1995 року. Однак Френк не вийшов в тому матчі і це виявилося його єдиним викликом до англійської збірної.
Незважаючи на бажання представляти Англію на міжнародному рівні, можливість представити Ямайку виникла на початку листопада 1997 року після їхньої кваліфікації на чемпіонату світу 1998 року. Тоді у цій команді виступала ціла низка гравців з Англії і головний тренер Рене Сімойнс запропонував Сінклеру приєднатись до них. На початку 1998 року Сінклер погодився і був включений у заявку на Золотий кубок КОНКАКАФ 1998 року у США, де 3 лютого 1998 року дебютував у матчі проти Бразилії (0:0). Загалом Френк зіграв у всіх п'яти матчах і зайняв з командою 4 місце.
Влітку того ж року у складі збірної був учасником чемпіонату світу 1998 року у Франції, що був дебютним для ямайської збірної, де зіграв у всіх трьох групових матчах проти Хорватії, Аргентини та Японії, втім команда не вийшла з групи.
Протягом наступних кількох років Сінклер представляв збірну в ряді товариських матчів і був включений в заявку на розіграш Золотого кубка КОНКАКАФ 2000 року у США, де зіграв в обох матчах групового етапу проти Колумбії та Гондурасу, втім обидві гри ямайці програли і не вийшли в плей-оф.
В подальшому залучався до матчів збірної нерегулярно, зркрема і востаннє зіграв за збірну у жовтні 2003 року в товариській грі проти Бразилії. Всього протягом кар'єри у національній команді, яка тривала 4 роки, провів у формі головної команди країни 28 матчів, забивши 1 гол.

## Кар'єра тренера
Після роботи граючим тренером у клубах «Колвін-Бей» та «Бреклі Таун», 15 грудня 2015 року Сінклер був призначений головним тренером клубу Національної Північної Ліги «Генсфорд Таун», втім вже 1 березня 2016 року він був звільнений.
У грудні 2016 року почав працювати помічником менеджера у молодіжній команді «Сток Сіті» (U-23) у грудні 2016 року і покинув «Сток» у січні 2017 року.

## Титули і досягнення
- Володар Кубка Англії (1):

«Челсі»: 1996–97
- Володар Кубка англійської ліги (2):

«Челсі»: 1997–98
«Лестер Сіті»: 1999–00
- Володар Кубка Кубків УЄФА (1):

«Челсі»: 1997–98

### Індивідуальні
- Гравець року за версією вболівальників «Челсі» (1): 1993